# Обер, Джонни
Джо́нни Обе́р (фр. Johnny Aubert; собственно: Джон Адо́льф Обе́р — фр. John Adolphe Aubert; 11 ноября 1889, Женева — 1 мая 1954, там же) — швейцарский пианист и музыкальный педагог.

## Биография
Джонни Обер родился 11 ноября 1889 года в Женеве в семье музыкантов. Учился в Женевской консерватории у Оскара Шульца и Мари Пантес. Окончил консерваторию в 1909 году со знаком отличия а также с присуждением ему премии Листа (Prix Liszt). Вскоре выиграл международный конкурс пианистов в Париже, проводившийся журналом «Musica», получив в качестве премии рояль фирмы «Гаво».

### Концертная деятельность
Концертировал в Швейцарии и за границей. В 1921 году был приглашён для выступлений с Оркестром романской Швейцарии под руководством Эрнеста Ансерме, с которым исполнил концерты Бетховена, Листа и Бартока. С Оркестром Ламурё исполнил Пятый концерт Бетховена. Вместе со скрипачом Фрэнсисом МакМилленом совершил концертное турне по Европе и США. В последние годы жизни у Джонни Обера начал ослабевать слух. Несмотря на это, он продолжал много выступать в качестве солиста. В виду возникшего паралича руки вынужден был в конце концов прекратить концертную деятельность, выступив последний раз перед публикой 31 января 1954 года, за три месяца до своей смерти.

### Педагогическая деятельность
С 1912 года и на протяжении сорока лет преподавал в Женевской консерватории в звании профессора, воспитав несколько поколений пианистов. Среди его учеников — композитор и клавесинист Андрей Волконский, нидерландский пианист Луктор Понсе.

### Частная жизнь
В 1926 году Джонни Обер женился на швейцарской виолончелистке и актрисе Жермен Турнье (1905—1998). Молодожёны купили фамильное имение Турнье в Вандёвре в Швейцарии и поселились там. В 1996 году вдова Джонни Обера основала фонд имени Джонни Обера—Турнье для оказания помощи музыкантам и театральным артистам.